# Upplands runinskrifter 48
Runinskrift U 48 är en av fem runstenar som står utanför Lovö kyrka i Lovö socken och Ekerö kommun på Lovön i Mälaren.

## Stenen
Stenen som ristades på vikingatiden hittades 1932 vid förstärkningsarbeten inmurad i kyrkans ena grundmur. Den plockades ut och placerades först vid vägkanten men flyttades tillbaka in på kyrkogården 1951. Ristaren torde vara Kettil.[källa behövs]

## Inskriften
Translitterering av runraden:
· iluhi · li(t) (r)aisa · stain × eftiʀ × þikfast × sun × sin ... ...(u)lfastr ' at · broþur ' s...
Normalisering till runsvenska:
Illugi let ræisa stæin æftiʀ Þingfast, sun sinn ... ...fastr at broður s[inn].
Översättning till nusvenska:
Illuge lät resa stenen efter Tingfast, sin son ... -fast efter sin broder.